# 빌 캠프

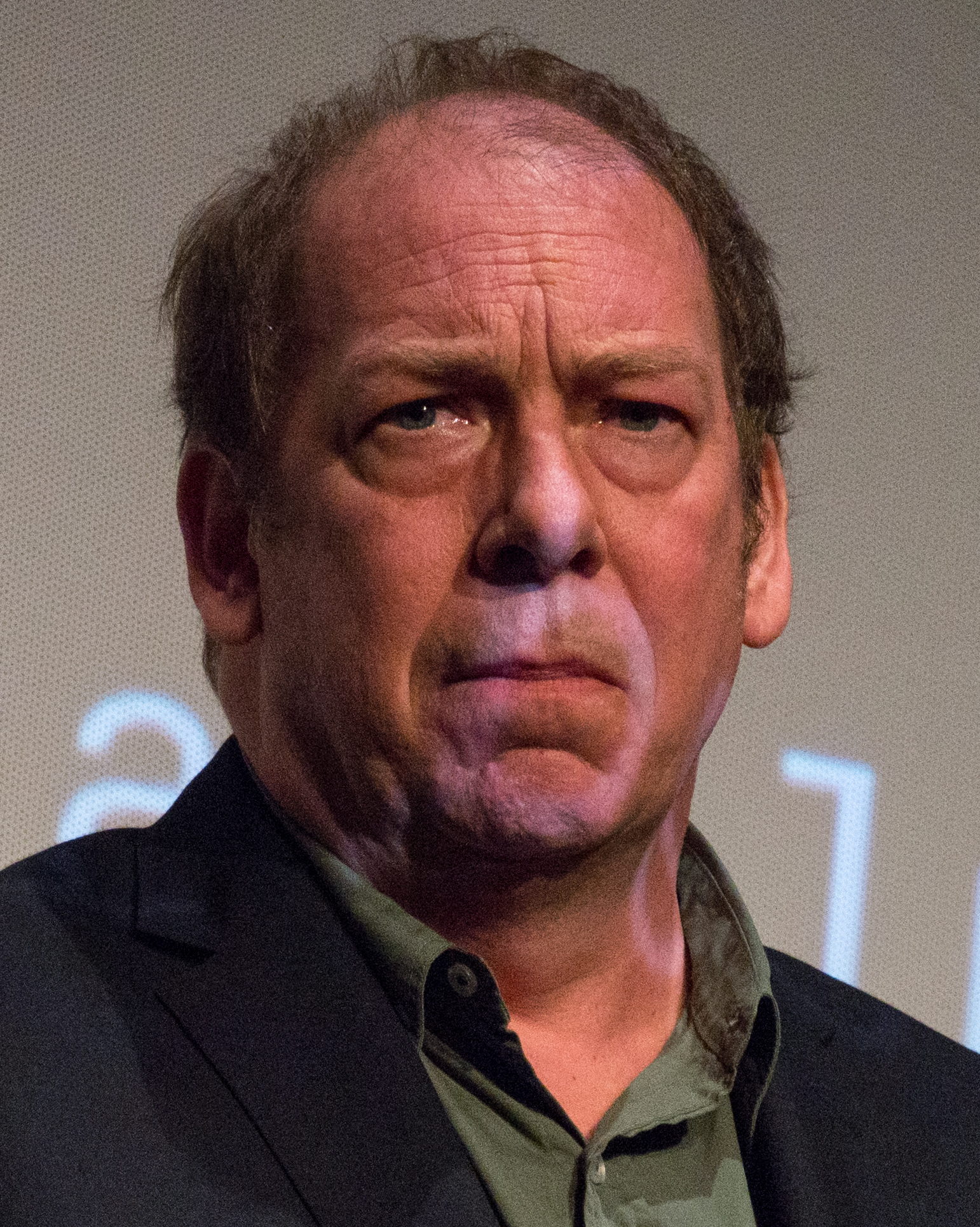
2018년 트라이베카 영화제에서

빌 캠프(Bill Camp, 1963/1964년 ~ )는 미국의 배우이다.
매사추세츠주에서 태어나 자랐다.

## 출연 작품

### 영화
- 행운의 반전
- 라운더스 (1998년 영화)
- 레저베이션 로드
- 나의 인생, 나의 기타
- 더 클럽 (2008년 영화)
- 퍼블릭 에너미 (2009년 영화)
- 타마라 드류
- 컴플라이언스 (영화)
- 로우리스: 나쁜 영웅들
- 링컨 (2012년 영화)
- 노예 12년
- 하녀의 방
- 버드맨 (영화)
- 알로하 (영화)
- 블랙 메스
- 미드나잇 스페셜 (영화)
- 러빙 (2016년 영화)
- 제이슨 본 (영화)
- 골드 (2016년 영화)
- 킬링 디어
- 리빙보이 인 뉴욕
- 크라운 하이츠 (2017)
- 몬태나 (2017년 영화)
- 몰리의 게임
- 우먼 워크스 어헤드
- 와일드라이프 (2018년 영화)
- 레드 스패로
- 스킨 (2018년 장편 영화)
- 바이스 (2018년 영화)
- 네이티브 선
- 더 키친
- 조커 (2019년 영화)
- 다크 워터스
- 뉴스 오브 더 월드 (영화)
- 패싱 (영화)
- 살렘스 롯 - 매튜 버크 역

### 텔레비전
- 조안 오브 아카디아
- 브라더후드 (드라마)
- 보드워크 엠파이어
- 굿 와이프
- 대미지 (드라마)
- 레프트오버
- 퀸스 갬빗 (드라마)

### 연극
- 십이야
- 타이터스 앤드러니커스
- 햄릿
- 갈매기 (희곡)
- 세인트 존 (희곡)
- 트로일러스와 크리세이드
- 자에는 자로
- 토니 쿠슈너
- 인간 혐오자
- 세일즈맨의 죽음
- 밤으로의 긴 여로 (희곡)